# Calliscelio ruficollis
Calliscelio ruficollis är en stekelart som beskrevs av Mikhail Vasilievich Kozlov och Kononova 1985. Calliscelio ruficollis ingår i släktet Calliscelio och familjen Scelionidae. Inga underarter finns listade.